# Società Sportiva Gualdo 1996-1997
Questa pagina raccoglie le informazioni riguardanti la Società Sportiva Gualdo nelle competizioni ufficiali della stagione 1996-1997.

## Rosa
| N. |                   | Ruolo | Calciatore            |
| -- | ----------------- | ----- | --------------------- |
|    | Italia (bandiera) | C     | Lorenzo Battisti      |
|    | Italia (bandiera) | C     | Mauro Briano          |
|    | Italia (bandiera) | D     | Ernesto Calisti       |
|    | Italia (bandiera) | A     | Gaetano Calvaresi     |
|    | Italia (bandiera) | A     | Claudio Cecchini      |
|    | Italia (bandiera) | A     | Massimo Cicconi       |
|    | Italia (bandiera) | C     | Alessandro Conticchio |
|    | Italia (bandiera) | D     | Massimo Costantini    |
|    | Italia (bandiera) | C     | Giuseppe Del Giudice  |
|    | Italia (bandiera) | C     | Fabio Di Venanzio     |
|    | Italia (bandiera) | C     | Fabrizio Fioretti     |
|    | Italia (bandiera) |       | Formica               |
|    | Italia (bandiera) | C     | Massimiliano Giacobbo |

| N. |                   | Ruolo | Calciatore                |
| -- | ----------------- | ----- | ------------------------- |
|    | Italia (bandiera) | C     | Marco Giampaolo (I)       |
|    | Italia (bandiera) | D     | Carmelo La Spada          |
|    | Italia (bandiera) | D     | Zoran Luzi                |
|    | Italia (bandiera) | A     | Umbertto Marino           |
|    | Italia (bandiera) | C     | Sandro Melotti            |
|    | Italia (bandiera) | C     | Marco Nichetti            |
|    | Italia (bandiera) | P     | Raffaele Nuzzo            |
|    | Italia (bandiera) | P     | Fabrizio Pisano           |
|    | Italia (bandiera) | A     | Stefano Protti            |
|    | Italia (bandiera) | C     | David Ricci               |
|    | Italia (bandiera) | P     | Marco Savorani            |
|    | Italia (bandiera) | C     | Ferdinando Signorelli (I) |
|    | Italia (bandiera) | D     | Paolo Siroti              |

## Risultati

### Campionato

#### Girone di andata
| 1º settembre 1996 1ª giornata | Gualdo | 2 – 0 | Trapani |  |

| 8 settembre 1996 2ª giornata | Avellino | 1 – 0 | Gualdo |  |

| 15 settembre 1996 3ª giornata | Gualdo | 1 – 1 | Giulianova |  |

| 22 settembre 1996 4ª giornata | Sora | 1 – 0 | Gualdo |  |

| 29 settembre 1996 5ª giornata | Avezzano | 2 – 0 | Gualdo |  |

| 6 ottobre 1996 6ª giornata | Gualdo | 1 – 0 | Atletico Catania |  |

| 20 ottobre 1996 7ª giornata | Savoia | 3 – 0 | Gualdo |  |

| 27 ottobre 1996 8ª giornata | Gualdo | 2 – 2 | Ascoli |  |

| 3 novembre 1996 9ª giornata | Ancona | 1 – 1 | Gualdo |  |

| 10 novembre 1996 10ª giornata | Gualdo | 1 – 1 | Ischia Isolaverde |  |

| 24 novembre 1996 11ª giornata | Fidelis Andria | 0 – 0 | Gualdo |  |

| 1º dicembre 1996 12ª giornata | Gualdo | 3 – 3 | Lodigiani |  |

| 8 dicembre 1996 13ª giornata | Gualdo | 2 – 2 | Fermana |  |

| 15 dicembre 1996 14ª giornata | Nocerina | 2 – 1 | Gualdo |  |

| 22 dicembre 1996 15ª giornata | Gualdo | 0 – 0 | Acireale |  |

| 29 dicembre 1996 16ª giornata | Juve Stabia | 0 – 1 | Gualdo |  |

| 12 gennaio 1997 17ª giornata | Gualdo | 1 – 1 | Casarano |  |

#### Girone di ritorno
| 19 gennaio 1997 18ª giornata | Trapani | 0 – 2 | Gualdo |  |

| 26 gennaio 1997 19ª giornata | Gualdo | 1 – 1 | Avellino |  |

| 2 febbraio 1997 20ª giornata | Giulianova | 0 – 0 | Gualdo |  |

| 9 febbraio 1997 21ª giornata | Gualdo | 1 – 0 | Sora |  |

| 16 febbraio 1997 22ª giornata | Gualdo | 1 – 0 | Avezzano |  |

| 23 febbraio 1997 23ª giornata | Atletico Catania | 0 – 0 | Gualdo |  |

| 2 marzo 1997 24ª giornata | Gualdo | 0 – 0 | Savoia |  |

| 9 marzo 1997 25ª giornata | Ascoli | 1 – 1 | Gualdo |  |

| 16 marzo 1997 26ª giornata | Gualdo | 0 – 1 | Ancona |  |

| 29 marzo 1997 27ª giornata | Ischia Isolaverde | 1 – 0 | Gualdo |  |

| 6 aprile 1997 28ª giornata | Gualdo | 1 – 1 | Fidelis Andria |  |

| 12 aprile 1997 29ª giornata | Lodigiani | 2 – 1 | Gualdo |  |

| 20 aprile 1997 30ª giornata | Fermana | 0 – 0 | Gualdo |  |

| 27 aprile 1997 31ª giornata | Gualdo | 4 – 0 | Nocerina |  |

| 4 maggio 1997 32ª giornata | Acireale | 0 – 0 | Gualdo |  |

| 11 maggio 1997 33ª giornata | Gualdo | 0 – 1 | Juve Stabia |  |

| 18 maggio 1997 34ª giornata | Casarano | 0 – 2 | Gualdo |  |